# Copa Amazonas de Futebol
A Copa Amazonas ou Taça Amazonas é um torneio de futebol realizado no Amazonas como torneio secundário.

## História
No passado, por falta de calendário a nível nacional, os clubes dedicavam suas vidas aos torneios domésticos. Porém, o Campeonato Amazonense de Futebol não cobria o calendário da temporada e com isso a Federação Amazonense de Desportos Atléticos e depois a Federação Amazonense de Futebol organizaram torneios com caráter oficial para suprir a essa demanda dos clubes por mais jogos durante o ano. Assim, foram organizados diversos torneios, nunca coincidentes, de caráter oficial, para os clubes profissionais. Em alguns anos este torneio era restrito aos clubes que não disputavam torneios interestaduais ou nacionais. O torneio mais longevo destes foi a Taça Amazonas, que perdurou dos anos 60 aos 70.
Assim, podemos considerar que estes torneios são parte de um só, seja como Taça Amazonas ou o termo mais atual Copa Amazonas e também os torneios similares organizados pela Federação Amazonense de Futebol ou a antiga Federação Amazonense de Desportos Atléticos até 1966. Desde os primórdios do futebol no estado, surgindo estes torneios como os segundos em grau de importância no futebol do estado, imediatamente após o estadual.
O primeiro torneio que utilizou a nomenclatura "Taça Amazonas" foi um Torneio Quadrangular disputado em 1954. Na ocasião, Taça Amazonas era o nome da taça que foi ofertada pelo patrono do torneio, o então governador do estado Paulo Marinho. Desde então o nome caiu em gosto popular para se referir aos torneios estaduais de segunda importância..

### O início do profissionalismo - 1964
Em 1964 iniciou-se o profissionalismo, e naquele ano a Taça Amazonas foi realizada com a ideia de manter em atividade os elencos dos clubes recém-profissionalizados, que até então eram mantidos pelo ano inteiro. O torneio iniciou-se menos de um mês após o término do estadual de 1964 e o campeão dessa primeira edição foi o Fast Clube.
Em 1965 o torneio não foi realizado devido a problemas de calendário muito críticos que a FADA vinha enfrentando, por conta de desarmonias internas. Em 1966 o torneio voltou a ser realizado, iniciando cerca de duas semanas após o final do estadual de 1965 e faltando apenas uma partida para seu final, com o São Raimundo liderando sem possibilidade de ser alcançado, o torneio foi suspenso pelo Conselho Regional de Desportos(órgão ligado ao Conselho Nacional de Desportos) após este intervir na FADA por conta dos problemas internos de grande complexidade que vinham acontecendo. O torneio não foi encerrado faltando apenas o jogo entre Rio Negro e Nacional, que em nada interferiria na tabela, e o São Raimundo não foi homologado campeão, uma vez que logo depois a FADA deixou de exercer autoridade sobre o futebol local, que passou a ser gerido pela recém-fundada Federação Amazonense de Futebol (FAF). Por conta deste problema, a própria CBD organizou o estadual do Amazonas em 1966, sem os clubes profissionais, que encontravam-se em litigio por estarem fundando a FAF, essa que só organizou o seu estadual (mais tarde oficializado) em dezembro do mesmo ano.
Após essa intervenção, foi realizado um novo torneio, organizado pelos próprios clubes (de caráter não oficial) que foi chamado de "Torneio Pentagonal da Fogueira", que não contou com a presença do Rio Negro que preferiu ir aos então Territórios de Rondônia e Acre excursionar para fazer caixa.. A crise administrativa local foi observada no desempenho do Rio Negro na Taça Brasil de 1966, onde obteve péssimos resultados em contraposição às grandes apresentações que vinha tendo nos jogos contra clubes que vinham excursionando a Manaus.. Depois, o estado ficou sem representante na Taça Brasil de 1967.

### Valeu como estadual em 1967
Depois de muita desorganização e o evento do surgimento da Federação Amazonense de Futebol, em 1967 esta divulgou que realizaria a Taça Amazonas em substituição ao Campeonato oficial da temporada. Este seria o primeiro torneio da entidade já com reconhecimento pelos órgãos superiores do futebol brasileiro(o estadual de 1966 da entidade foi organizado de forma irregular). Através de seus regulamentos a FAF estipulou que o campeão da Taça Amazonas seria o representante do estado na Taça Brasil de 1968. O status substitutivo da Taça Amazonas foi reforçado pela FAF muitas vezes em suas portarias, deixando sempre claro que ela e o campeonato estadual eram coisas diferentes, e isso foi reproduzido nos jornais locais. Depois, o título conquistado pelo Olímpico Clube passou a ser considerado como uma conquista do Campeonato Amazonense de Futebol. A novel entidade parecia querer utilizar da Taça Amazonas para criar uma nova identidade para o torneio regional. De acordo com as homologações posteriores o torneio de 1967 valeu por ambos os torneios.

### Continuação da FAF
Em 1969 a Federação Amazonense de Futebol voltou a realizar o torneio, utilizando o nome oficial "II Taça Amazonas", reforçando o fato de que em 1967 o que fora realizado foi a "I Taça Amazonas"(sob jurisdição da entidade) e não o Campeonato Amazonense. Com o calendário local finalmente organizado, o torneio voltou a ser realizado no intervalo entre os campeonatos amazonenses, iniciando em Janeiro e terminando em Abril, cerca de duas semanas antes do ínicio do Campeonato Amazonense de 1968. Dessa forma, a Taça Amazonas continuou sendo realizada de forma independente do estadual até 1972, quando chegou à nomenclatura de V Taça Amazonas.

#### Incorporada ao Estadual
Em 1973 a FAF passou a incorporar a Taça Amazonas ao estadual, sendo que assim, o campeão do primeiro turno seria também campeão do torneio secundário. Essa foi considerada uma medida da Federação Amazonense de Futebol para valorizar mais a competição. Em 1974 e 1975 a Federação ensaiou realiza-la de forma independente, inclusive sinalizando o ingresso de equipes do interior, mas, no final das contas acabou a realizando como uma parte do estadual.

#### Possível interiorização
A Taça Amazonas quase foi o primeiro torneio oficial no estado a contar com equipes do interior do estado, isso porque em 1974 a FAF, sob idealização de Flaviano Limongi, planejou incluir as Seleções de Itacoatiara e Parintins no torneio, que estava sendo planejado para novamente ser independente do estadual. As duas seleções entrariam com status de convidadas por conta do desempenho(foram finalistas) e da assistência dos públicos locais no Torneio Intermunicipal. Os clubes da capital chegaram a ter "cota fixa" oferecida pela federação para os jogos nas duas cidades, assim, ficando livres de possíveis prejuízos. Apesar de tudo estar se encaminhando para dar certo, o torneio, que estava previsto para contar com 8 equipes, incluindo as duas seleções, acabou sendo cancelado por falta de estádios em Manaus, uma vez que os estádios da Colina e Vivaldo Lima passavam por reparos. A ideia saiu do papel depois, sem o mesmo entusiasmo(e sem o Rio Negro), com o Torneio Interclubes que acabou não tendo a oficialidade de Taça Amazonas, esta que acabou não tendo datas e voltou a ser realizada como o primeiro turno do estadual.
Em 1975 outra tentativa de interiorização do torneio, desta vez com o possível ingresso de Itacoatiara, com a profissionalização de um clube. A Liga Itacoatiarense de Desportos Atléticos(LIDA) cogitou alterar seus estatutos para assim tornar possível profissionalizar o Brasil, seu principal campeão citadino àquela altura. Em um novo conselho arbitral, os clubes e os próprios representantes da federação acabaram concordando em vetar o ingresso do Brasil, novamente. O seu representante e o representante do Fast Clube foram votos vencidos. Depois disso, o Brasil nunca mais ensaiou o ingresso novamente, e hoje não está ativo sequer no amadorismo. Dias depois o Nacional esteve em Itacoatiara para enfrentar o selecionado local, que basicamente poderia ser o time do Brasil a ser profissionalizado. A seleção da cidade fora campeã do Torneio Intermunicipal e o "clube da estrela azul" foi até lá pare lhe entregar as faixas de campeão. O resultado foi 3x0 pro clube da capital, desmotivando o sonho itacoatiarense.

### Como Copa Amazonas
1999
A Copa Amazonas foi realizada em 1999 novamente para complementar o calendário dos clubes amazonenses que àquela altura disputavam apenas a última divisão do futebol nacional(Série C) e careciam de partidas para movimentar seus estádios. Lembrando que o estadual começou naquele ano apenas em Maio, e os primeiros meses do ano ficariam sem jogos.
2002
Em 2002, ao contrário de 1999, os principais clubes do estado estavam com calendário cheio(Nacional e São Raimundo na Série B, e o Rio Negro na Série C). Para cortar datas, houve a Copa Amazonas, realizada como fase preliminar onde seis clubes disputaram três vagas no torneio principal.
2015
Em 2015 foi disputada novamente, desta vez com a ideia inicial de substituir a Segunda Divisão Estadual, que até então havia sido extinta. Porém, com o desinteresse da maioria dos clubes em participar do competição, ela foi relegada a ser um torneio qualificatório para indicar o segundo representante do estado na Copa Verde de 2016. Após o termino desta edição, vencida pelo Fast Clube, a federação novamente desativou a competição.
A edição teria início em 10 de outubro, porém, com dois jogos da Seleção Brasileira Olímpica na cidade, a abertura foi adiada para o dia 14 de Outubro.

## Lista de Campeões
Aqui apenas os campeões do torneio em edições independentes do Campeonato Estadual.
- Em 1976, 1979, 1980 e 1984 a Taça Amazonas foi a primeira metade do Campeonato Amazonense de Futebol.

## Títulos por clube
| Clube          | Títulos |
| -------------- | ------- |
| Nacional       | 10      |
| Fast Clube     | 5       |
| Rio Negro      | 4       |
| Sul América    | 2       |
| Clíper         | 1       |
| América        | 1       |
| Rodoviária     | 1       |
| Olímpico Clube | 1       |